# Hivange
Ne doit pas être confondu avec Havange.
Hivange (luxembourgeois : Héiweng, allemand : Hivingen) est une section et un village de la commune luxembourgeoise de Garnich située dans le canton de Capellen.

## Géographie

### Localisation
Le village est situé à une altitude d'environ 350 mètres et à deux kilomètres au sud-ouest du village de Garnich, à l'intersection des routes locales CR106 et CR101. Kahler se trouve à (3 km au nord, Dahlem à 2 km au sud-est et Fingig à 2 km à l'ouest.

### Hydrographie
Le premier grand réservoir d'eau fut achevé sur le Réibierg près de Hivange durant l'année 1911 et une conduite d'eau intercommunale fut mise en service. Le premier château d'eau fut érigé à cet endroit en 1927. Depuis 2007, 2 réservoirs souterrains fournissent quotidiennement 30 000 m3 cubes d'eau et constituent dès lors le plus grand bassin collecteur du pays. Ce bassin est alimenté par 65 sources et permet d'approvisionner 23 communes des cantons de Capellen et d'Esch. Précisons encore que la température de l'eau dans le bassin demeure constamment à 9 degrés, mais aussi que cet ouvrage moderne de 30 mètres de haut s'élève en son sommet à 429 mètres au-dessus du niveau de la mer.

### Climat
Hivange

### Voies de communication et transports

#### Voies de communication
Il existe deux voies de communication majeures qui parcourent la localité de Hivange : la CR101 qui traverse celle-ci d'ouest en est (rue de Fingig et rue de Garnich) et la CR106 du nord au sud (rue de Dahlem).
La rue des Champs permet également de rejoindre Garnich.
La rue des Sources est une partie négligeable de la localité.

#### Transports
En ce qui concerne les transports en commun, Hivange est doté de deux arrêts d'autobus du Régime général des transports routiers : « Hivange, Areler Strooss » et « Hivange, Kleng Béiwéng ». Tous deux permettent de rejoindre la capitale luxembourgeoise via la ligne d'autobus 240. Les deux arrêts d'autobus partagent également les lignes 241 (Luxembourg - Clemency) et 344 (Clemency - Mamer).
L'arrêt d'autobus « Hivange, Areler Strooss » reçoit la ligne 334 (Pétange - Kleinbettingen - Steinfort) et quant à lui, l'arrêt « Hivange, Kleng Béiwéng » est le seul arrêt de la localité sur le parcours de la ligne 332 (Esch/Belval - Dippach - Arlon).

## Urbanisme

### Morphologie urbaine
- Grand-Bevange (Groussbéiweng).
- Petit-Bevange (Klengbéiweng).

## Histoire

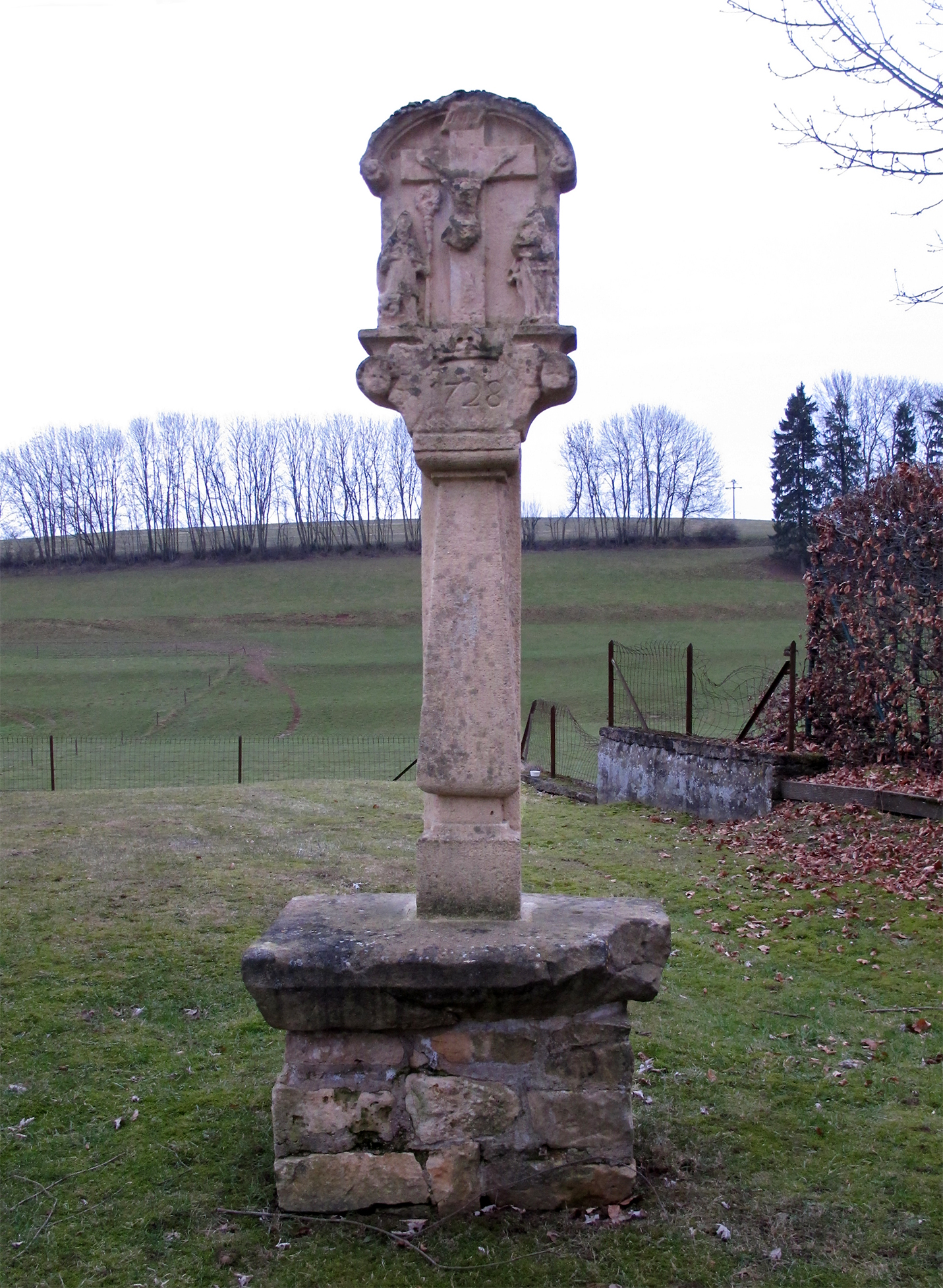
Calvaire près de la chapelle

Comme les découvertes réalisées sur place le démontrent, les localités de Garnich, Dahlem et Hivange, qui constituent l'actuelle paroisse de Garnich, existaient déjà à l'époque romaine.
La localité de Hivange n'est pas évoquée avant l'année 1256 dans les actes. Hivange possède un vicaire ainsi qu'une simple chapelle érigée en 1833. Le devis s'élevait à 2 866 francs mais la construction a seulement couté 2 200 francs en réalité car les habitants de Hivange se sont chargés des travaux de manœuvre et ont nourri les maçons à tour de rôle.
Jadis, seul le petit groupe de maisons situé autour de l'ancienne chapelle s'appelait Hivange. Cette chapelle se trouvait cependant plus bas dans le village par rapport à l'édifice actuel. Or, la localité de Hivange englobait également des quartiers oubliés ou des fermes situées sur la butte en direction de Fingig, à savoir les fermes Kleng-béiwéng (appelée Rosenhof, à présent rénovée) et Groussbéiweng (vers Dahlem). Le nom d'un arrêt de bus évoque encore ces endroits de nos jours. Il est intéressant de constater que la Groussbéiweng faisait certes partie de la commune de Garnich jusqu'en 1885 mais était rattaché à la paroisse de Hautcharage.

## Population et société

### Démographie
| 1989 | 1990 | 1991 | 1992 | 1993 | 1994 | 1995 | 1996 | 1997 | 1998 | 1999 |
| ---- | ---- | ---- | ---- | ---- | ---- | ---- | ---- | ---- | ---- | ---- |
| 91   | 92   | 101  | 115  | 113  | 108  | 108  | 116  | 113  | 108  | 111  |

| 2000 | 2001 | 2002 | 2003 | 2004 | 2005 | 2006 | 2007 | 2008 | 2014 | - |
| ---- | ---- | ---- | ---- | ---- | ---- | ---- | ---- | ---- | ---- | - |
| 108  | 122  | 123  | 126  | 129  | 124  | 120  | 144  | 116  | 118  | - |

## Culture locale et patrimoine

### Lieux et monuments
- La chapelle Saint-Albin
- Deux calvaires : un près de la chapelle et l'autre à la rue de Garnich.

### Patrimoine culturel
Le Klengkonschtfestival est organisé tous les deux ans et a lieu au mois de mai. Il regroupe pendant plusieurs jours différentes manifestations culturelles de tous genres : concerts, lectures, théâtre, cabaret, projets didactiques, etc.
Chaque année, lors du premier week-end de juillet, la grande fête populaire intitulée Hamefest rassemble un grand nombre de personnes.